# Gaiole in Chianti
Gaiole in Chianti est une commune italienne de la province de Sienne dans la région Toscane en Italie.

## Toponymie
Le toponyme est attesté historiquement comme Cajolum et Gajolae; l'origine est débattue mais nous avons proposé Gariola, nom médiéval du geai.
Une autre possibilité est qu'il dérive d'un nom prédictif latin Carianus, du nom personnel Carius, à travers Carianulae, Caiaule.

## Histoire
L’histoire de Gaiole in Chianti est étroitement liée à sa position de nœud routier dans les communications entre le Chianti et le Valdarno supérieur. Grâce à cela, il devint le siège du marché des châteaux voisins.
Sa première trace se trouve dans une carte de la Badia a Coltibuono datant de 1086, à cette époque, les habitants des châteaux voisins de Vertine, Montegrossi et San Donato in Perano, commencèrent à se rencontrer au fond de la vallée, le long du torrent Massellone pour échanger des marchandises. Initialement, le marché était situé au pied du château de Barbischio. Le marché de Gaiole est cité dans des actes notariés depuis 1215.
Au XIVe siècle, Gaiole et sa communauté rejoignent la Ligue du Chianti. Encore au XVIIIe siècle, le marché de Gaiole était un événement important pour la région comme en témoigne dans ses rapports le grand-duc Pierre-Léopold à la suite de la visite faite en juillet 1773. Jusqu’au début du XIXe siècle, elle faisait administrativement partie de la province de Florence mais à l’époque napoléonienne, pendant le royaume d’Étrurie, elle fut insérée dans le département de Sienne, elle est restée depuis dans la province de Sienne. Durant de nombreuses années, fut maire, Bettino Ricasoli.
Malgré tout, lors du plébiscite de 1860, pour l’annexion de la Toscane au royaume de Sardaigne, les "oui" n’obtinrent pas la majorité, avec une abstention record; symptôme de l’opposition à l’annexion.
Après la Seconde Guerre mondiale, le territoire communal a été touché par le phénomène du dépeuplement des campagnes mais à partir de la fin des années 1970, les anciennes fermes ont été progressivement restaurées et sont aujourd’hui le siège de fermes, et le tourisme œnogastronomique est la principale source de richesse pour le territoire.

## Administration
| Période                                  | Période | Identité | Étiquette | Qualité |
| ---------------------------------------- | ------- | -------- | --------- | ------- |
|                                          |         |          |           |         |
| Les données manquantes sont à compléter. |         |          |           |         |

## Galerie de photos

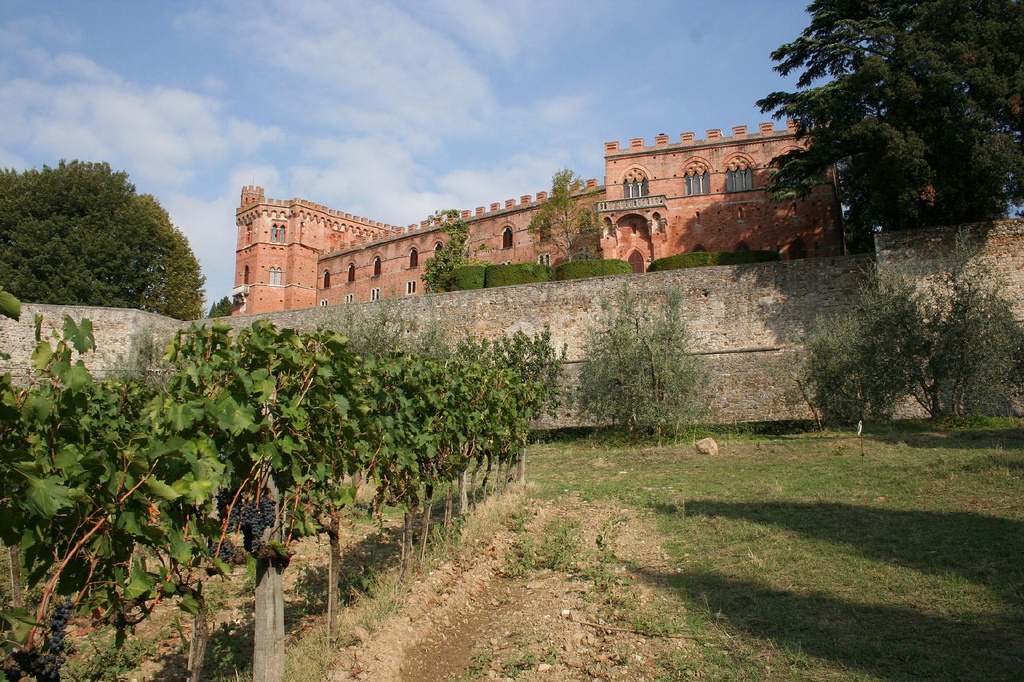
Château de Brolio
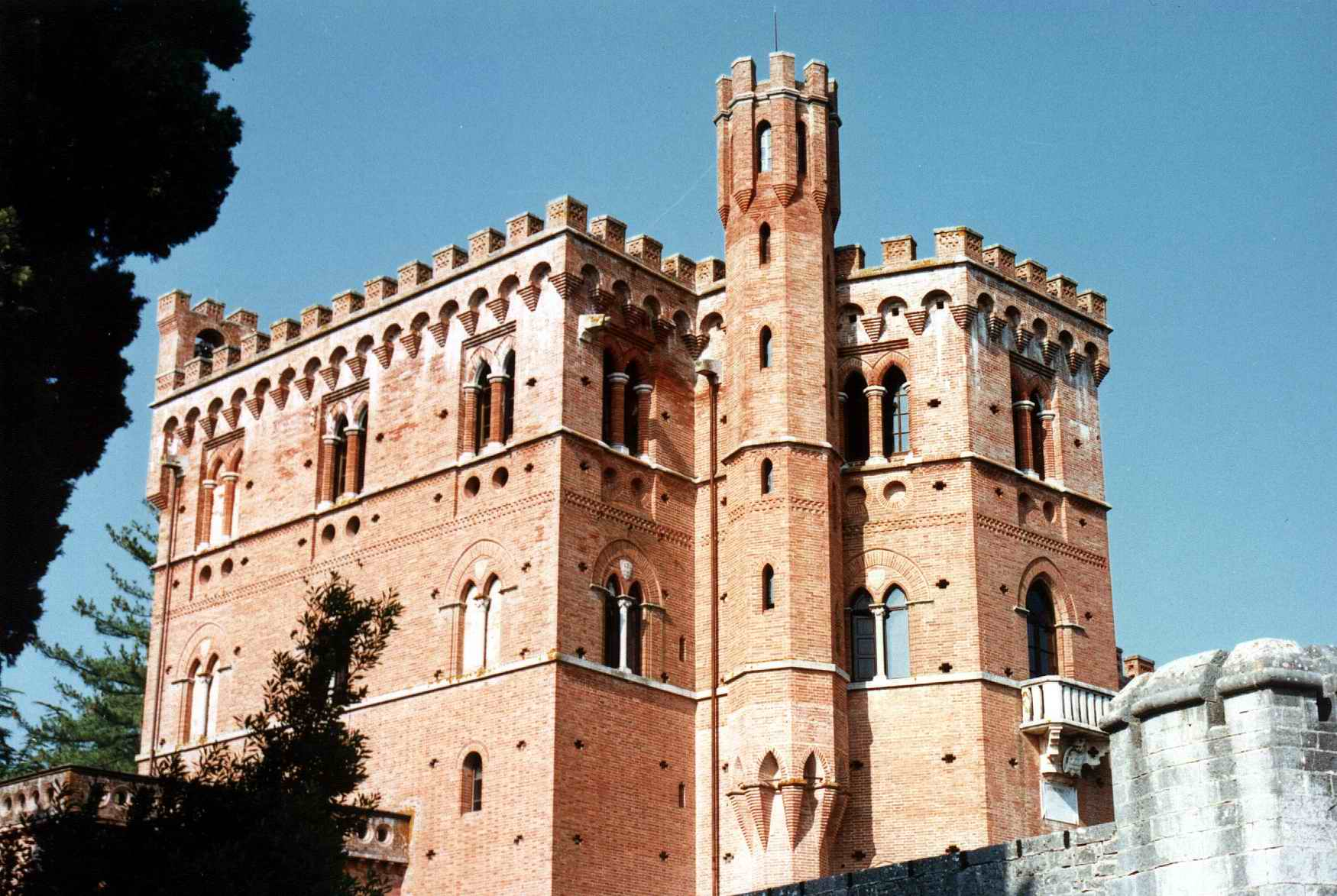
Château de Brolio
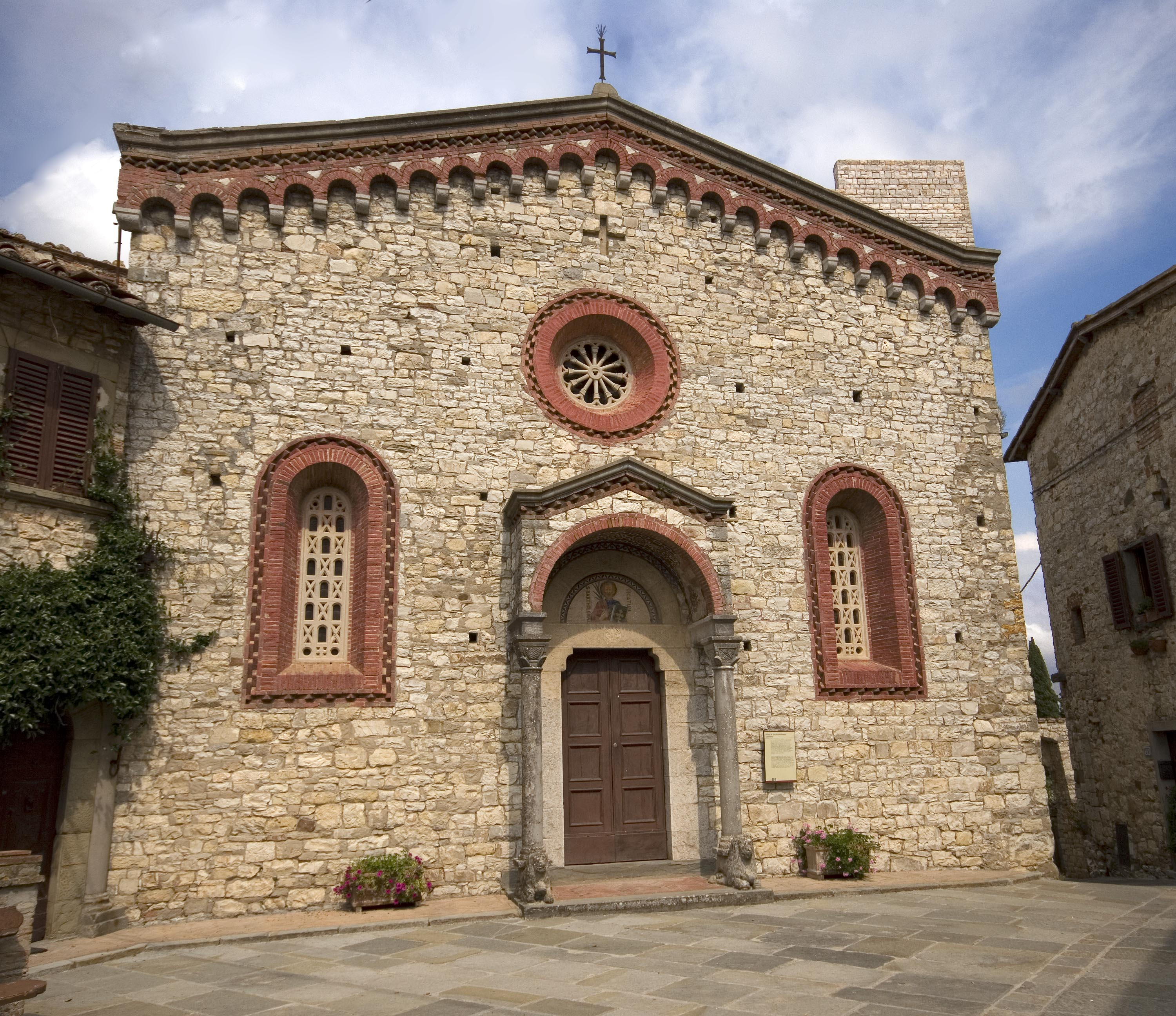
Pieve San Bartolomeo a Vertine
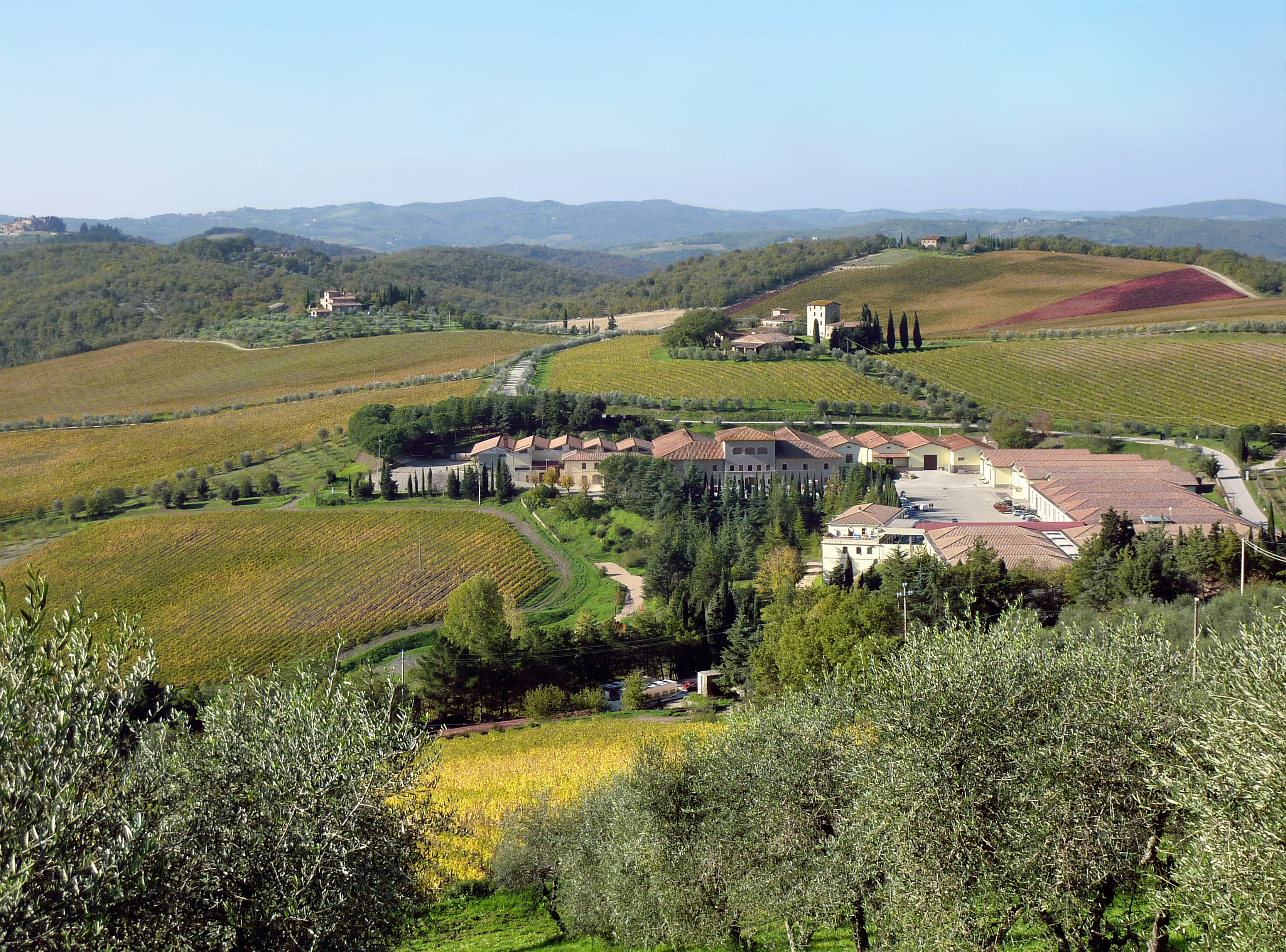
Exploitation viticole

### Communes limitrophes
Bucine, Castelnuovo Berardenga, Cavriglia, Montevarchi, Radda in Chianti

## Jumelages
Saint-Julien-Beychevelle (France) depuis 1979

## Personnalités liées à Gaiole in Chianti
- Bettino Ricasoli, président du Conseil du royaume d'Italie et le créateur de la composition moderne du chianti.